# Судинна оклюзія
Судинна оклюзія, оклюзія судини — це закупорка кровоносної судини, як правило, тромбом. Вона відрізняється від тромбозу тим, що цим терміном можна описати будь-яку форму закупорки, а не лише через тромб. Оклюзію часто можна діагностувати за допомогою доплерівської сонографії (різновид ультразвукового дослідження).
Деякі медичні процедури, наприклад емболізація, передбачають закупорку кровоносної судини для лікування певного стану. Це може бути використано для зменшення ризику розриву аневризми (ослабленої стінки кровоносної судини) або для припинення кровотечі. Оклюзію судин також можна використовувати для зменшення кровопостачання новоутворень, і таким чином, для обмеження їх росту. Оклюзію можна здійснити за допомогою лігатури, імплантації невеликих спіралей, які стимулюють утворення тромбів або, особливо у випадку лікування мозкових аневризм, шляхом кліпування.